# Liste der Biografien/Milu
Liste der Biografien |
Portal Biografien |
Personensuche
# |
A |
B |
C |
D |
E |
F |
G |
H |
I |
J |
K |
L |
M |
N |
O |
P |
Q |
R |
S |
T |
U |
V |
W |
X |
Y |
Z |
?
 
Ma |
Mb |
Mc |
Md |
Me |
Mf |
Mg |
Mh |
Mi |
Mj |
Mk |
Ml |
Mm |
Mn |
Mo |
Mp |
Mq |
Mr |
Ms |
Mt |
Mu |
Mv |
Mw |
Mx |
My |
Mz
 
Mia |
Mib |
Mic |
Mid |
Mie |
Mif |
Mig |
Mih–Mik |
Mil |
Mim |
Min |
Mio |
Mip |
Miq |
Mir |
Mis |
Mit |
Miu |
Miv |
Miw |
Mix |
Miy |
Miz
 
Mila |
Milb |
Milc |
Mild |
Mile |
Milf |
Milg |
Milh |
Mili |
Milj |
Milk |
Mill |
Milm |
Miln |
Milo |
Milq |
Milr |
Mils |
Milt |
Milu |
Milv |
Milw |
Mily |
Milz
Die Liste der Biografien führt alle Personen auf, die in der deutschsprachigen Wikipedia einen Artikel haben. Dieses ist eine Teilliste mit 18 Einträgen von Personen, deren Namen mit den Buchstaben „Milu“ beginnt.

## Milu
- Milú (1926–2008), portugiesische Schauspielerin und Sängerin
- Milù (* 1973), deutsche Sängerin

### Miluc
- Milučký, Ferdinand (1929–2019), slowakischer Architekt

### Milui
- Miluir, Manoel (* 1948), brasilianischer Fußballtrainer

### Milun
- Milun, Marko (* 1996), kroatischer Boxer
- Milunić, Vlado (1941–2022), tschechischer Architekt
- Milunović, Nemanja (* 1989), serbischer Fußballspieler

### Milus
- Miluschew, Plamen (* 1994), bulgarischer Tennisspieler

### Milut
- Milutinović, Andreja (* 1990), serbischer Basketballspieler
- Milutinović, Bora (* 1944), serbisch-mexikanischer Fußballspieler und -trainerBora Milutinović (* 1944)

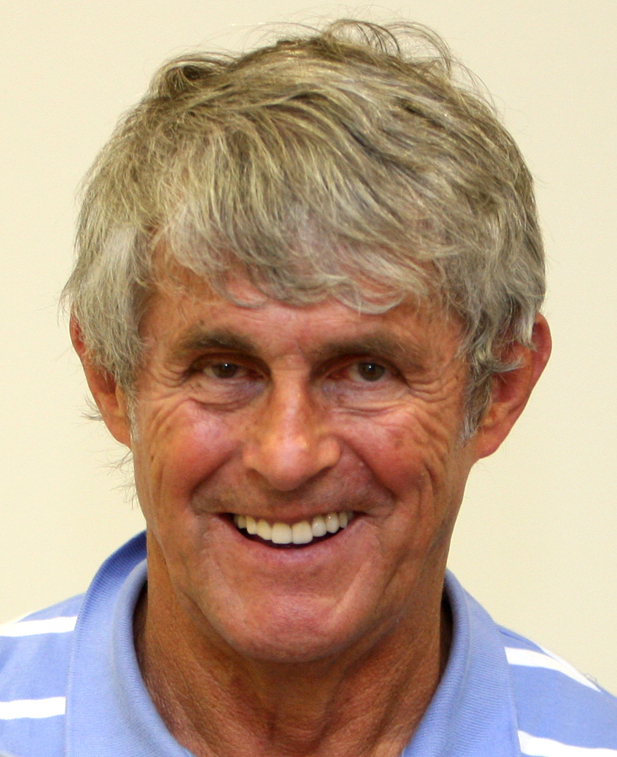
Bora Milutinović (* 1944)

- Milutinovic, Jana (* 2001), australische Beachvolleyballspielerin
- Milutinović, Jovan (* 2000), serbischer Fußballspieler
- Milutinović, Milan (1942–2023), serbischer Politiker, Präsident der Serbischen Republik (1998–2002)
- Milutinović, Milorad (1935–2015), jugoslawischer Fußballspieler und -trainer
- Milutinović, Miloš (1933–2003), jugoslawischer Fußballspieler und -trainer
- Milutinović, Rade (* 1968), serbischer Basketballspieler
- Milutinović, Sima (1791–1848), serbischer Philologe und Vertreter der modernen serbischen Schriftsprache
- Milutinović, Tamara (* 2001), serbische Leichtathletin